# Rupia nepalí
La rupia (nepalí: रूपैयाँ) (signo: रु; código: NPR) es la moneda oficial de Nepal. Se divide en 100 paisa. La emisión de la moneda es controlada por el Banco Central de Nepal. El símbolo más comúnmente utilizado es Rs o ₨.

## Historia
La rupia se introdujo por primera vez en 1932, sustituyendo el mohar de plata con una tasa de cambio de 2 mohar por rupia. Al principio a la rupia se la llamaba mohru. Su valor se fijó a la rupia india en 1993 con una tasa de cambio de 1,60 NPR = 1 INR.

## Monedas
En 1932 se acuñaron monedas de plata en denominaciones de 20, 50 paisa y 1 rupia, seguidas de monedas de cobre de 1, 2, y 5 paisa entre 1933 y 1935. En los años 40 se añadieron monedas de cobre de ¼ y ½ paisa, y 5 paisa de cuproníquel. En 1953 se introdujo una nueva serie de latón en denominaciones de 1, 2 y 4 paisa, 50 y 10 paisa de bronce y 20, 25, 50 paisa y 1 rupia de cuproníquel. 
En 1966 se introdujeron monedas de aluminio de 1, 2 y 5 paisa, y 10 paisa de latón. En 1982 se añadieron monedas de 25 paisa de aluminio, seguidas de 50 paisa y 1 rupia de acero en 1987 y 1988. En 1994, los tamaños de las monedas de 10 y 25 paisa se redujeron, junto a las monedas de 50 paisa de aluminio y 1, 2, 5 y 10 rupias de acero bañadas en latón.

## Billetes
En 1951, el gobierno introdujo billetes de 1, 5, 10 y 100 rupias denominados mohru. En 1956 el Banco del Estado asumió las competencias para emitir dinero e introdujo una nueva serie ya denominada en rupias. En 1972 se añadieron billetes de 500 y 1000 rupias, seguidas en 1974 de denominaciones de 50 rupias, y 2 rupias en 1981. Los billetes de 1 rupia se han emitido de manera discontinua, tanto, que hoy en día es posible ver algún billete de esta denominación en circulación. En 1982 se introdujeron billetes de 20 rupias.
| Serie 2012 Monte Everest (circulando) | Serie 2012 Monte Everest (circulando) | Serie 2012 Monte Everest (circulando) | Serie 2012 Monte Everest (circulando) | Serie 2012 Monte Everest (circulando)                                                      | Serie 2012 Monte Everest (circulando)   | Serie 2012 Monte Everest (circulando) |
| Imagen                                | Imagen                                | Valor                                 | Color                                 | Descripción                                                                                | Descripción                             | Año Salida                            |
| Anverso                               | Reverso                               | Valor                                 | Color                                 | Anverso                                                                                    | Reverso                                 | Año Salida                            |
| ------------------------------------- | ------------------------------------- | ------------------------------------- | ------------------------------------- | ------------------------------------------------------------------------------------------ | --------------------------------------- | ------------------------------------- |
|                                       |                                       | 5 Rupees                              | Lila, marrón y verde                  | Monte Everest; templo de Taleju;                                                           | 2 yaks ; Monte Everest                  | 2012                                  |
|                                       |                                       | 10 Rupees                             | Marrón, verde y lila                  | Monte Everest; Garud Narayan y el templo de Changu Narayan                                 | Tres ciervos negros; bank logo          | 2012                                  |
|                                       |                                       | 20 Rupees                             | Orange and Brown                      | Mount Everest; temple of god Krishna of Patan; Garuda atop pillar                          | Swamp deer; trees; mountain; banco logo | 2012                                  |
|                                       |                                       | 50 Rupees                             | Morado, verde y azul                  | Monte Everest; templo de Janakpur                                                          | ciervo macho; montañas; banco logo      | 2012                                  |
|                                       |                                       | 100 Rupees                            | Verde y Lila                          | Monte Everest; Mayadevi oval; mapa of Nepal; Ashoka pilar; templo de Taleju en Katmandú; " | Un rinoceronte entre plantas            | 2012                                  |
|                                       |                                       | 500 Rupees                            | Marrón y violeta                      | Monte Everest; diosa Indra; Monte Amadablam y monasterio Thyangboche ;                     | 2 tigres bebiendo en la nieve           | 2012                                  |
|                                       |                                       | 1,000 Rupees                          | Azul y gris                           | Monte Everest, Swayambhunath stupa & templo Harati                                         | Elefante                                | 2013                                  |

## Situación actual
Los turistas deben presentar su pasaporte si desean adquirir la moneda nepalí y tan sólo ciudadanos indios pueden cambiar rupias indias por nepalíes. Con billetes rotos o dañados no se puede pagar, solamente se puede cambiar en un banco.